# Nazarábád megye

Alborz tartomány megyéinek elhelyezkedése

Nazarábád megye (perzsául: شهرستان نظرآباد, Ŝahrestāne Nasarābād) Irán Alborz tartománynak nyugati fekvésű megyéje az ország északi részén. Északon, északkeleten Szávodzsbolág megye, délkeleten, délen Estehárd megye, nyugaton a Kazvin tartományban fekvő Ábjek megye határolják. Székhelye a 97 000 fős Nazarábád városa. A megye lakossága 128 666 fő. A megye két kerületre oszlik: Központi kerület és Tankamán kerület.

## Fordítás
- Ez a szócikk részben vagy egészben  a   Nazarabad County című angol Wikipédia-szócikk ezen változatának fordításán alapul.  Az eredeti cikk szerkesztőit annak laptörténete sorolja fel. Ez a jelzés csupán a megfogalmazás eredetét és a szerzői jogokat jelzi, nem szolgál a cikkben szereplő információk forrásmegjelöléseként.